# Totalni nogomet
Totalni nogomet naziv je za utjecajnu taktičku nogometnu teoriju u kojoj igrač može preuzeti ulogu bilo kojeg suigrača u momčadi. Počeo ju je primjenjivati nizozemski nogometni klub Ajax od 1969. do 1973., te nizozemska nogometna reprezentacija na Svjetskom prvenstvu u Njemačkoj 1974. Izumio ju je Rinus Michels, slavni nizozemski trener (koji je u to vrijeme bio i trener Ajaxa i izbornik nizozemske reprezentacije). Ajax je igrajući totalni nogomet ostvario neke povijesne nogometne rekorde, ostvarivši sve pobjede na domaćem terenu (46-0-0) u sezonama 1971./72. i 1972./73., te doživjevši samo jedan poraz u cijeloj sezoni 1971./72. (Ajax je 1972. godine osvojio nacionalno prvenstvo i Kup, Kup prvaka, Europski Superkup i Interkontinentalni kup).
U prvotnoj verziji totalnog nogometa igrača koji se kreće izvan svoje pozicije zamijenjenjuje jedan od njegovih suigrača, zadržavajući tako prvotno zamišljenu organizacijsku strukturu. U tom fluidnom sustavu nijedan igrač nije striktno zadužen za pojedinu poziciju; svatko može biti napadač, vezni igrač ili branič.
Taktički uspjeh totalnog nogometa uvelike ovisi o prilagodljivosti svakog igrača unutar momčadi, posebno njegovoj sposobnosti da brzo mijenja pozicije ovisno o situaciji. Teorija zahtijeva da igrač može pokriti nekoliko pozicija, odnosno visoke tehničke i fizičke kapacitete.

## Povijest
Temelje totalnog nogometa položio je Jack Reynolds, trener Ajaxa u razdobljima između 1915. i 1925., 1928. i 1940. te 1945. i 1947. 
Rinus Michels, koji je igrao pod Reynoldsom, kasnije je i sam postao trener Ajaxa i redefinirao koncept u ono što je danas poznato pod nazivom "totalni nogomet", koristeći ga na treninzima Ajaxa i nizozemske nogometne reprezentacije u sedamdesetima. Dalje ga je razvio Stefan Kovacs nakon što je Michels preuzeo Barcelonu. Najbolji predstavnik koncepta bio je nizozemski napadač Johan Cruijff.
Iako je Cruijff po vokaciji bio središnji napadač, lutao je po svim dijelovima terena, iskačući ondje gdje je mogao nanijeti najviše štete protivničkoj momčadi. Cruijffovi suigrači prilagodili su se njegovim kretanjima, konstantno izmjenjujući pozicije tako da su taktičke uloge unutar momčadi uvijek bile pokrivene.
Prostor i njegovo stvaranje bili su u središtu koncepta totalnog nogometa. Branič Ajaxa Barry Hulshoff objasnio je kako je sustav njegovoj momčad pružao prednost u osvajanju Kupa prvaka 1971., 1972. i 1973.: "Uvijek smo razgovarali o prostoru. Johan Cruijff je uvijek govorio o tome gdje bi igrači trebali trčati i gdje bi trebali stajati, a kada se ne bi trebali kretati."
Konstantno izmjenjivanje pozicija koje je postalo poznato kao totalni nogomet bilo je moguće samo zbog te svijesti o prostoru. "Riječ je o stvaranju prostora, dolasku u prostor i organiziranju prostorne arhitekture na nogometnom terenu", izjavio je Hulshoff. Sustav se razvio organski i kolaborativno. Cruijff je rezimirao svoju filozofiju: "Jednostavni nogomet je najljepši. Ali igranje jednostavnog nogometa je najteža stvar."
Finale Kupa prvaka 1972. pokazalo se kao prva pobjeda totalnog nogometa. Nakon Ajaxove pobjede 2:0 protiv Internazionalea, novine diljem Europe izvijestile su "smrt cattenaccia i trijumf totalnog nogometa". Nizozemske novine Algemeen Dagblad donijele su naslov: "Interov sustav podrovan. Obrambeni nogomet je uništen."
Nizozemski nogometni savez imenovao je Michelsa izbornikom na Svjetskom prvenstvu 1974. Većina njegove reprezentacije bila je sastavljena od igrača Ajaxa i Feyenoorda. No, Rob Rensenbrink igrao je za klubove u susjednoj Belgiji i nije bio upoznat s totalnim nogometom, iako je izabran te se dobro prilagodio. Tijekom turnira, Nizozemska je dominirala protiv svojih protivnika, porazivši Argentinu (4:0), Istočnu Njemačku (2:0) i Brazil (2:0), da bi se u finalu sastala s domaćinom Zapadnom Njemačkom.
Na samom početka finala 1974., Cruijff je izveo loptu s centra, a ona je dodavana trinaest puta između nizozemskih igrača prije nego što je opet došla do Cruijffa, koji je zatim krenuo u trk u kojem je izbjegao Bertija Vogtsa, da bi ga prekršajem točno izvan šesnaesterca zaustavio Uli Hoeneß. Sudac je ipak pokazao na kazneni udarac, a Johan Neeskens je doveo Nizozemsku u prednost nakon samo 80 sekundi igre, dok Nijemci nisu ni dotaknuli loptu. Cruijffove kreativne vještine u drugom je poluvremenu prigušilo efektno markiranje Bertija Vogtsa, dok su Franz Beckenbauer, Uli Hoeneß i Wolfgang Overath dominirali u sredini, a Zapadna Njemačka na kraju je odnijela pobjedu 2:1.
Nizozemska reprezentacija od Michelsova je vremena uvijek baštinila tradiciju pa je tako opet pod njegovim vodstvom na Europskom prvenstvu 1988. prvi put osvojila naslov prvaka igrajući upravo stilom koji su mnogi označili totalnim nogometom. Iako se izabrana vrsta od tada nije okitila nijednim međunarodnim trofejom, tradicija je nastavljena pod vodstvom raznih izbornika.
Nizozemski treneri prenijeli su takvu školu i na klubove. Johan Cruijff je od 1988. do 1996. kao trener Barcelone usadio takav stil i u prvu momčad i u omladinsku školu. Cruijffova filozofija s prepoznatljivom 4–3–3 formacijom ostala je zaštitni znak Barcelone do danas.